# Karl-Christian Bergmann
Karl-Christian Bergmann (* 7. Dezember 1942 in Templin/Uckermark) ist ein deutscher Pneumologe und Allergologe.

## Ausbildung
Von 1961 bis 1963 studierte Karl-Christian Bergmann Medizin an der Medizinischen Fakultät der Universität Bukarest in Rumänien und ab 1963 an der Medizinischen Fakultät (Charité) der Humboldt-Universität zu Berlin. 1967 schloss er seine Doktorarbeit zum Thema Der Einfluss von Atropin auf viszero-viszerale Reflexe von der Gallenblase der Katze auf die Herzfrequenz und Atembewegungen unter Berücksichtigung der bioelektrischen Aktivität der Hirnrinde ab. Von 1967 bis 1970 war Karl-Christian Bergmann Assistenzarzt an der Orthopädischen Universitätsklinik Rostock und wurde 1972 Facharzt für Orthopädie. 1970 begann er eine Ausbildung zum Facharzt für Pathophysiologie, die 1974 anerkannt wurde, und zum Lungenfacharzt am Forschungsinstitut für Lungenkrankheiten und Tuberkulose Berlin-Buch. Seine Habilitation zum Thema Quantitative Bestimmung von Immunglobulin E schloss er 1978 an der Charité ab. Seit 1987 ist er Facharzt für Innere Medizin, Lungen- und Bronchialheilkunde mit der Zusatzbezeichnung Allergologie. Er wurde 1989 zum apl. Professor an der Medizinischen Hochschule Hannover ernannt und erwarb 1997 die Zusatzbezeichnung als Arzt für Physikalische und Rehabilitative Medizin im Rahmen seiner Tätigkeit an der Allergie- und Asthmaklinik Bad Lippspringe.

## Berufliche Laufbahn
Erste ärztliche Erfahrungen sammelte Karl-Christian Bergmann ab 1967 an der Orthopädischen Universitätsklinik Rostock. 1970 zog er nach Berlin um, setzte die Ausbildung als Orthopäde fort aber begann zugleich eine Tätigkeit am Forschungsinstitut für Lungenkrankheiten und Tuberkulose (FLT) Berlin-Buch in der Abteilung Pathophysiologie. Dort gründete er eine Abteilung für Klinische Immunologie mit Forschungslabor und einer allergologischen Ambulanz. Aufenthalte an der Universitäten Pamplona in Spanien, Morgantown und Omaha in den USA sowie Sydney in Australien förderten Kenntnisse zur Schleimhautimmunologie. Forschungskooperationen führten mehrfach in die damalige UdSSR, Nordkorea, Vietnam (Pasteur-Institute Hanoi und Saigon), sowie als Gastprofessor an die Universität Rosario in Argentinien. Ende 1985 begann er als Oberarzt an der Karl-Hansen-Klinik in Bad Lippspringe, übernahm 1989 die ärztliche Leitung der Allergie- und Asthma-Klinik und ab 2002 zusätzlich die der pädiatrischen Auguste-Viktoria-Klinik (Reha-Klinik) bis 2005. Seit 2005 arbeitete er im Allergie-Centrum Charité und heute (2023) am Institut für Allergieforschung (IFA) der Charité – Universitätsmedizin Berlin sowie am Fraunhofer-Institut für Translationale Medizin und Pharmakologie (ITMP).

## Forschung
Die klinischen Schwerpunkte von Karl-Christian Bergmann sind geprägt durch die Verknüpfung von Immunologie, Allergologie und Pneumologie im Sinne eines Clinical Scientist. Das Interesse an der Immunologie der Schleimhäute führten, gemeinsam mit der Forschungsgruppe um Prof. Burkhard Lachmann, zu Forschungen für eine orale Immunisierung gegen Influenza und dem Nachweis von Protein A im Surfactantsystem der Lunge. Arbeiten zur allergischen Alveolitis mit der zentralen Erfassung der Erkrankung in der DDR sowie zur Biologie von Milben waren ebenso Gegenstand des Interesses wie die frühe Entwicklung von Empfehlungen zur Allergiediagnostik. Die wissenschaftliche Arbeit beschäftigt sich jetzt mit der Anwendung von Biologika beim Schweren Asthma, Pollenallergien sowie Provokationsstudien in einer Expositionskammer. Bergmann hat mehr als 300 Publikationen in peer-reviewed Journals sowie über 10 Bücher und Buchkapitel veröffentlicht.

## Schriften (Auswahl)
- Karl-Christian Bergmann, Dirk Skowasch, Hartmut Timmermann, Robert Lindner, Johann Christian Virchow, Olaf Schmidt, Dirk Koschel, Claus Neurohr, Sebastian Heck, Katrin Milger: Prevalence of Patients with Uncontrolled Asthma Despite NVL/GINA Step 4/5 Treatment in: Germany J Astma Allergy 2022 Jul 4;15:897-906
- Karl-Christian Bergmann, Sebastian Kugler, Torsten Zuberbier, Sylvia Becker: Face masks suitable for preventing COVID-19 and pollen allergy. A study in the exposure chamber Allergo J Int. 2021;30(5):176-182
- Karl-Christian Bergmann, Jörg-Wilhelm Oestmann, Jean Bousquet, Torsten Zuberbier: Successful simultaneous targeting of IgE and IL-5 in a severe asthmatic patient selected for lung transplantation World Allergy Organ J 2022 Jul 31;15(8):100669.
- Ludger Klimek, Karl-Christian Bergmann, Randolf Brehler: Allergien auf Impfstoffe: Ein wichtiges Feld auch für HNO-Ärzte HNO Nachr. 2022;52(1):20-27
- Marek Lommatzsch, Hendrik Suhling, Stephanie Korn, Karl-Christian Bergmann, Jens Schreiber, Thomas Bahmer, Klaus F Rabe, Roland Buhl, Johann Christian Virchow, Katrin Milger: Safety of combining biologics in severe asthma: Asthma-related and unrelated combinations Allergy. 2022 Sep;77(9):2839-2843.

## Weitere Aktivitäten
Karl-Christian Bergmann ist seit 1992 Vorsitzender des Deutschen Polleninformationsdienstes (PID) und seit 2022 klinischer Direktor der Europäischen Stiftung für Allergieforschung (ECARF). Er gründete 1997 und den Deutschen Lungentag e.V. und leitete ihn über 20 Jahre. 2002 gründete Karl-Christian Bergmann das Allergie-Dokumentations- und Informations-Zentrum (ADIZ) als ein Museum der Allergologie in Bad Lippspringe. Karl-Christian Bergmann fing in Neuguinea zwei bisher unbekannte Froscharten. Ein Frosch trägt seinen Namen (Litoria christianbergmanni sp. nov.).

## Ehrungen
- Rudolf-Virchow-Preis (1977)
- Erich Fuchs-Preis (2015)
- Förderpreis für Allergieforschung von Stiftung Kanert (2015)
- Ehrenpreis der Deutschen Patienten Liga Atemwegserkrankungen e.V. (2015)
- Dr.-Karl-Heyer-Preis 1994
- DGAKI-Medaille (2016; vormals Karl-Hansen-Preis)[2]
- Ehrenmitglied der Deutschen Gesellschaft für Allergologie und Klinische Immunologie (2016)
- Ehrenmitglied der Deutschen Gesellschaft für Pneumologie und Beatmungsmedizin (2022)